# 孫如僅
孫如僅（1820年—1880年），字亦何，号松坪，山東济宁州（今济宁市）人，清朝狀元。

## 生平
咸丰三年（1853年）中進士，殿試高居一甲第一名（状元），授翰林院修撰。咸丰五年（1855年）出任陕甘学政。同治元年（1862年）差派云南学政，八月调任江苏学政，十二月升内阁学士。同治三年（1864年）七月因奔喪离职。 

## 外部連結
- 孫如僅 （页面存档备份，存于） 中研院史語所